# Llau de les Llongues

La Llau de les Llongues, respecte del terme d'Abella de la Conca

La llau de les Llongues és una llau del terme municipal d'Abella de la Conca, a la comarca del Pallars Jussà.
S'origina a l'extrem nord-oriental de les Llongues, a ponent del Corral del Castelló i a llevant de Cabidella. Recorre fent un angle recte la partida de les Llongues, rep per la dreta el barranc de Cabidella, el barranc del Colladot de Coloma, i aiguavessa en el riu d'Abella al costat sud-est de Cal Benetó.

## Etimologia
Es tracta d'un topònim romànic descriptiu modern: és la llau que discorre a prop de les Llongues, d'on pren el nom.